# Палубная авиация

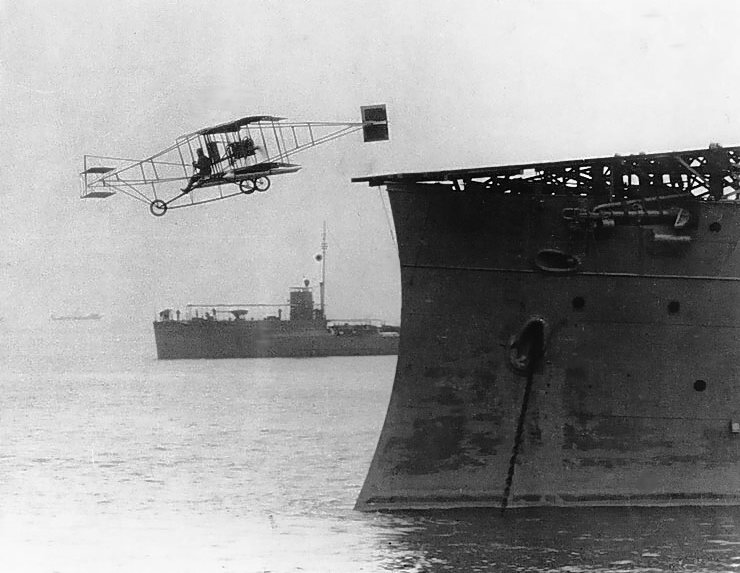
14 ноября 1910 года. Самолёт Curtiss, пилотируемый Юджином Эли, взлетел с палубы USS Birmingham.

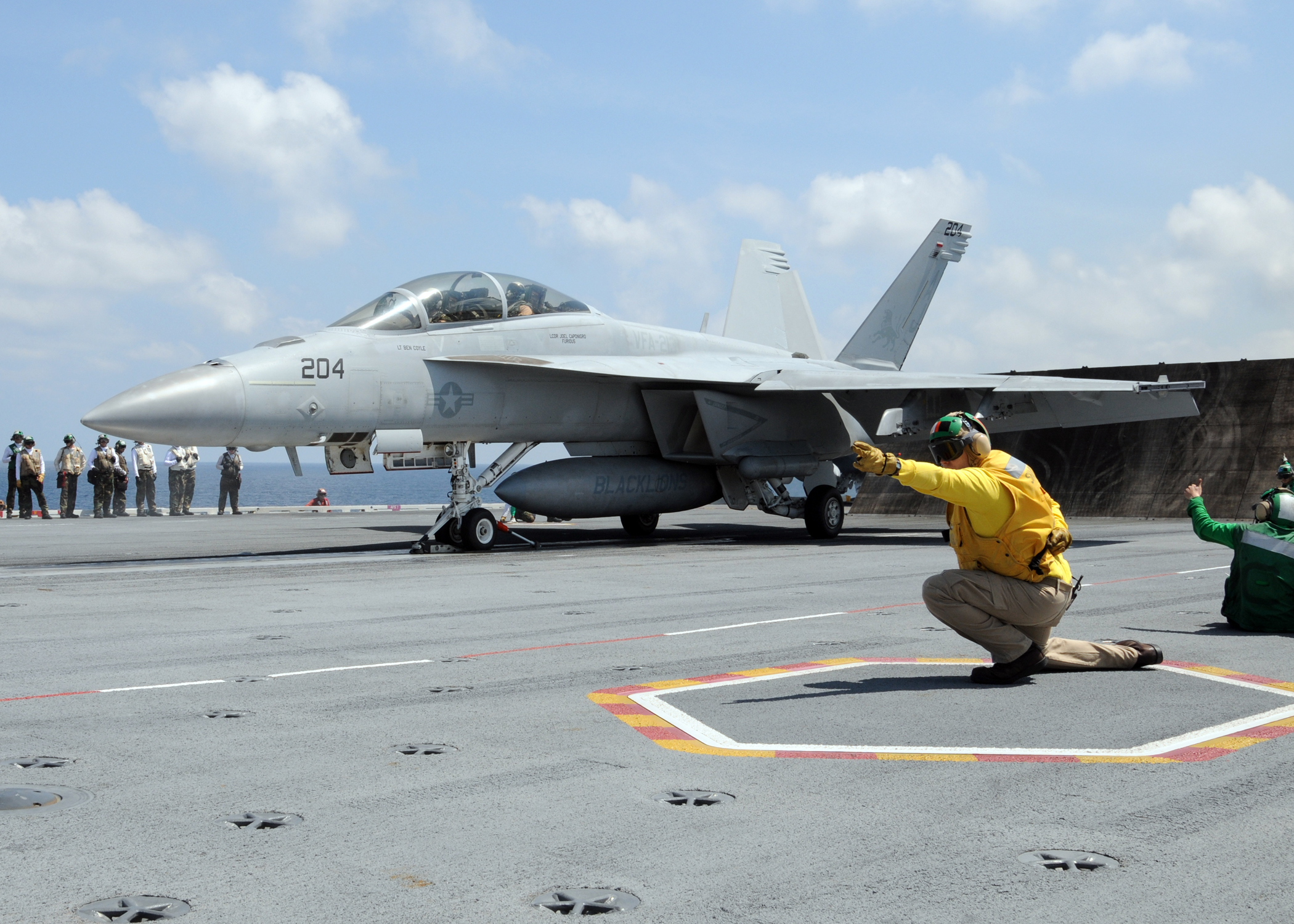
F/A-18F перед стартом с помощью паровой катапульты с борта авианосца США «George H.W. Bush»

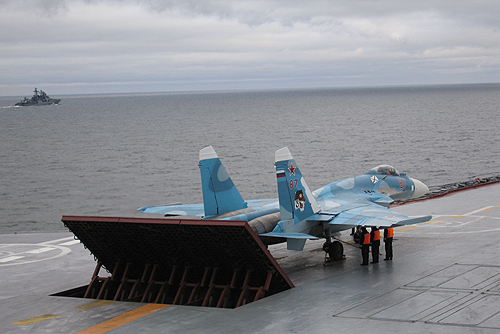
Су-33 на второй взлетной позиции ТАКР «Адмирал флота Советского Союза Кузнецов»

Па́лубная авиа́ция (также, нередко, авиано́сная авиа́ция) — группа родов морской авиации (авиации военно-морских сил государства), способная выполнять взлётно-посадочные операции с взлётно-посадочной палубы авианосцев и являющаяся одним из компонентов их вооружения. 
Соответственно, термин палубный самолёт — означает общее наименование самолёта палубной авиации. В более широком понятии также существует термин корабе́льная авиа́ция — подгруппа морской авиации, базирующаяся на кораблях и вспомогательных судах и используемая с них. То есть термином самолёт корабельного базирования можно обозначать любой самолёт, используемый тем или иным способом с борта корабля.
Палубная авиация включает:
- Палубные самолёты по тактическому функционалу: штурмовики, истребители, противолодочные, разведывательные, дальнего радиолокационного обнаружения, радиоэлектрононой борьбы, заправщики и другие;
- Вертолёты (противолодочные, транспортные, боевые и другого назначения);
- БПЛА.

Палубные самолёты могут иметь следующие от самолётов берегового базирования отличия:
- улучшенный обзор из кабины;
- складывающиеся элементы конструкции (как правило складывающееся крыло);
- выпускной посадочный гак;
- усиленное шасси;

## История

### Первые опыты полётов с кораблей
Первые опыты применения летательных аппаратов с кораблей относятся к началу XX века, когда некоторые корабли получили привязные аэростаты, с которых должна была осуществляться ближняя тактическая разведка.
В 1911 году был сделан шаг в становлении палубной авиации — биплан Кёртисс, пилотируемый Юджином Эли, впервые сел на палубный настил, сооружённый на одном из американских крейсеров. Предполагалось, что самолёты смогут осуществлять разведку и корректировать огонь корабельной артиллерии.
Флот США придавал развитию палубной авиации немалое значение, и к 1917 году — моменту вступления США в Первую мировую войну — многие американские линкоры имели разведывательные гидропланы, но применения им не нашлось.
Несмотря на то, что к началу Первой мировой войны многие государства в составе своих флотов имели авиаматки (корабли-носители гидропланов), было установлено, что гидропланы не могут решать все задачи на море, и для этого необходимо участие самолётов с колёсным шасси сухопутного типа. Для Британского Королевского флота такой проблемой стала база цеппелинов на побережье Северного моря. Для её уничтожения в авианосец был переделан крейсер «Фьюриес». Однако сразу же потребовалась вторая переделка — выяснилось, что самолёты не могут сесть на корабль с большой надстройкой в центре, ибо создаваемые ею воздушная турбулентность сносила садящийся на палубу самолёт за борт или разбивала его о палубу. К концу Первой мировой войны облик авианосца был более-менее сформирован.

### В Российской империи
Самый первый авианесущий корабль во флоте Российской империи появился 19 ноября 1904 года. Им стал аэростатоносец «Русь», купленный на пожертвования графа С. А. Строганова в Германии. «Русь» нёс на борту восемь аэростатов и сферический воздушный шар. Аэростатоносец «Русь» не смог принять участия в русско-японской войне, а вскоре после поражения у Цусимы, он и вовсе был продан «за ненадобностью».
Через несколько лет — в 1909 году — капитан корпуса корабельных инженеров Л. Мациевич выступил в Санкт-Петербурге с докладом о необходимости создания авианосцев, а затем через полгода предложил проект строительства авианосца на 25 аэропланов, с проведением предварительных опытов на одном из эсминцев. Весной 1910 года подполковником К. Конкоткиным был предложен гораздо более дешёвый проект по переделке устаревшего корабля «Адмирал Лазарев» в настоящий авианосец с полётной палубой и ангаром. И хотя оба проекта не были отвергнуты, проект Мациевича был отправлен в архив после его гибели в авиакатастрофе осенью 1910 года. А проект Конокоткина, получив первоначальное одобрение, был закрыт после перевода офицера на Амурскую военную флотилию, с формулировкой «Дело производством само собой прекращено».
Тем не менее с началом Первой мировой войны, морское ведомство вновь вспомнило об авианосцах, но поскольку строить настоящие авианосцы было уже слишком поздно, то было принято решение переоборудовать пароходы «Императрица Александра», «Император Александр I», «Император Николай I», «Румыния» в гидроавианосцы, а также дополнить вооружение крейсера «Алмаз» гидропланом. После свержения монархии «Императрица Александра» была переименована в «Орлицу», а «Император Александр I» и «Император Николай I» в «Республиканец» и «Авиатор». Все эти гидроавианосцы (включая и крейсер «Алмаз») приняли активное участие в войне.
30 ноября 1916 года начальником Морского штаба Ставки Верховного Главнокомандующего адмиралом А. И. Русиным утверждено «Положения о дивизионе корабельной авиации».

### Между войнами
В межвоенный период авианосцы обрели характерный для них современный облик:
- полётная палуба во всю длину корабля,
- палубная надстройка-«остров» (чаще всего справа, но были и авианосцы с левосторонней надстройкой-«островом»),
- ангары под полётной палубой,
- артиллерийское вооружение, предназначенное для защиты от атак с воздуха и атак катерами (от крупных боевых кораблей авианосцы защищали входящие в состав авианосных эскадр крейсеры, линкоры и эсминцы).

Происходит и качественный прогресс в палубном самолётостроении, — в частности уже с 1930-х специально конструируются самолёты для палубной авиации.

### Вторая мировая война
Вторая мировая война характерна массированным применением танков на суше и авиации как на суше, так и на море. Естественно, все введённые в строй к началу и ходе Второй мировой войны авианосцы применялись весьма активно. Особенно показательны следующие эпизоды Второй мировой войны:
- Нападение на Пёрл-Харбор,
- Рейд в Индийский океан,
- Рейд Дулиттла,
- Столкновение авианесущих групп в Коралловом море,
- Встречное авианосное сражение у атолла Мидуэй,
- Потопление линкора «Бисмарк»,
- Потопление линкора «Ямато».

В ходе второй мировой войны авианосцы практически лишили линкоры статуса «короля океана». Известно, что только на Тихоокеанском театре военных действий палубной авиацией потоплены 14 линкоров (не считая других тяжеловооружённых кораблей), тогда как артиллерийским огнём линкоров потоплен лишь один авианосец. (Причём, радиус досягаемости огня корабельной артиллерии линкоров не превышал 40 км, тогда как эффективный боевой радиус действия самолётов авиагруппы авианосца достигал 400—500 км. Вдобавок к этому авианосцы часто превосходили линкоры в скорости хода.

### Холодная война
Первый в мире сверхзвуковой истребитель палубного базирования (1951) — американский Дуглас F4D «Скайрэй» (Douglas F4D Skyray).
Единственный в истории авиации сверхзвуковой палубный бомбардировщик (1958) — американский A-5 «Виджилент» (North American A-5 Vigilante).
Первый в мире самолёт вертикального взлёта и посадки (СВВП), преодолевший скорость звука — экспериментальный немецкий EWR VJ 101 (1963).

## Современность
(информация в разделе даётся применительно к ВМФ позднесоветского и российского периодов, на основе руководящих документов ВВС и Ав. ВМФ)
Вся корабельная авиация на постоянной основе базируется на сухопутном аэродроме берегового базирования, где имеется вся необходимая базовая инфраструктура. На корабль авиация командируется, как на временное место дислокации. В частях корабельной авиации одним из процессов боевой подготовки является отработка перебазирования заданного количества людей и техники на корабль в установленные временные рамки.
Авианесущие корабли (АвНК) делят на корабли одиночного или корабли группового базирования авиации. Данная классификация отражается на организационно-штатной структуре экипажа корабля.
Так, эксплуатация авиационной техники (АТ) на кораблях одиночного базирования осуществляется сводной авиагруппой (АвГ) от части приписки воздушного судна: в минимально требуемом составе это будет лётный экипаж и технический экипаж конкретного летательного аппарата, при продолжительных походах на боевую службу в состав АвГ включаются специалисты по всем основным авиационным специальностям, исходя из фактической потребности. Ответственным за взаимодействие корабельных служб с личным составом АвГ является старший помощник командира корабля. 
При базировании на корабле летные экипажи вертолетов должны быть подготовлены к длительной автономной работе и самостоятельному выполнению всех видов подготовки к полетам в объеме, предусмотренном регламентом обслуживания. Подготовка малых групп вертолетов при автономной работе осуществляется техническими расчетами с привлечением членов летного экипажа.   
На кораблях группового базирования для решения задач авиационно-технического обеспечения действий авиации имеется авиационная боевая часть БЧ-6. Специалисты этой структуры выполняют обязанности, сходные с обязанностями авиационно-технических частей обеспечения (АТЧ) на базовом аэродроме. Все специалисты БЧ-6 в обязательном порядке проходят специальное теоретическое и практическое обучение, или переподготовку на базовом аэродроме корабельной авиации, со сдачей зачётов на допуск к самостоятельному обслуживанию заведований. Результаты зачётов оформляются актами, а допуски — приказом командира корабля. 
Командир БЧ-6 отвечает: за подготовку корабельных систем авиационного назначения к обеспечению полетов, за качество, кондиционность, своевременную подачу противолодочного вооружения, других средств поражения, горюче-смазочных материалов, специальных жидкостей и газов согласно заявке старшего АвГ (заместителя командира АвГ по ИАС), за соответствие параметров подаваемой на летательные аппараты электроэнергии требованиям ГОСТ
Оперативные виды подготовок АТ на АвНК выполняются инженерно-техническим составом (ИТС) АвГ. Инженерно-технический состав группы формируется из специалистов авиационных частей, ВС которых базируются на АвНК. На кораблях одиночного базирования назначается старший группы, а на кораблях группового базирования назначается заместитель командира АвГ по ИАС, который по своим правам и обязанностям приравнивается к заместителю командира авиационного полка по инженерно-авиационной службе, если на корабле базируются ВС от одной части, и правами и обязанностями заместителя командира авиационного соединения по ИАС, если на корабле базируются ВС от разных авиационных частей.
На время полетов (вылетов) из состава АвГ и боевых частей АвНК назначается аварийная команда для уборки аварийных ВС, ликвидации последствий аварии и оказания помощи экипажу при покидании ВС, потерпевшего аварию на полетной палубе. Состав аварийной команды и место нахождения ее определяются корабельным расписанием. Аварийная команда находится в распоряжении старшего инженера полетов, при одиночном базировании – в распоряжении старшего группы ИТС АвГ.
Для обеспечения полетов с АвНК на лётную смену из состава БЧ-6 назначаются дежурный по полетной палубе и его помощник, дежурные по ангарам и постам БЧ-6, а в дни предварительной подготовки и парковые дни — дежурные по ангарам, электрик, заправщик, инструментальщик и кладовщик, которые подчиняются старшему инженеру полетов (дежурному инженеру).
На кораблях одиночного базирования в период проведения дней работы на АТ, парковых дней и полётов на все посты корабельных систем авиационного назначения выделяются специалисты соответствующих боевых частей, которые подчиняются старшему группы ИТС.
Для обеспечения охраны ВС на АвНК и наблюдения за порядком назначается наряд из состава АвГ: дежурный по ангарам, помощник дежурного по ангарам, дежурные механики.

## Известные российские/советские палубные лётчики
- Герой Российской Федерации Апакидзе, Тимур Автандилович (более 300 посадок на авианосец)
- Герой Советского Союза Пугачёв, Виктор Георгиевич (первая горизонтальная посадка на авианосец)
- Заслуженный лётчик-испытатель Кононенко, Олег Григорьевич (первая вертикальная посадка на корабль ТАВКР «Киев», погиб при взлёте самолёта Як-38 (№ 0307, борт 45) с палубы ТАВКР "Минск"
- при отработке методики ВКР)[7]

Более 200 посадок на авианосец:
- Герой Российской Федерации Мельников, Сергей Николаевич
- Полковник Павел Подгузов[8] (действующий)
- Полковник Игорь Матковский[8] (действующий)

Более 100 посадок на авианосец:
- Подполковник Павел Прядко[9]
- Полковник Евгений Кузнецов[9]
- Подполковник Николай Дериглазов[9]
- Подполковник Юрий Суслов[10]
- Подполковник Игорь Цукур[10]
- Подполковник Сергей Саушкин
- Полковник Хвеженко Валерий Петрович[11]

## Известные американские палубные лётчики
- Гай Борделон - самый результативный лётчик палубной авиации Корейской войны
- Джеймс Стокдэйл - награждён Медалью Почёта